# Sarnowa (ładownia kolejowa)
Sarnowa – ładownia kolejowa, a dawniej przystanek osobowy w Rawiczu, w dzielnicy Sarnowa, w woj. wielkopolskim, w Polsce. Znajduje się tu 1 peron. Została oddana do użytku 5 lutego 1898. 1 stycznia 1996 została zamknięta dla ruchu osobowego. Jest obecnie używana do ruchu towarowego; kursują przez nią pociągi do cukrowni w Miejskiej Górce.